# Actinodaphne conferta
Actinodaphne conferta là loài thực vật có hoa trong họ Nguyệt quế. Loài này được (Merr.) Merr. miêu tả khoa học đầu tiên năm 1923.